# DQS
DQS Holding GmbH, beliggende i Frankfurt am Main, er moderselskabet for den verdensomspændende DQS gruppe. DQS gruppen udfører evalueringer og certificeringer af ledelsessystemer og processer.

## Historien
DQS blev grundlagt i 1985 i Frankfurt am Main og var det første tyske organ der udførte overensstemmelsesvurderinger. Formålet for de stiftende partnere DGQ (tyske selskab for kvalitet) og DIN (tyske institut for standardisering), var hovedsageligt at fremme den tyske økonomi. Stiftelsen overlappede med offentliggørelsen af det første udkast af ”ISO 9000 - serien af standarder”, som også omfattede den vigtigste kvalitetsstandard på verdensplan i dag: ISO 9001.
Efter fusionen mellem DQS og Division Management Systems Solutions (MSS) of the American Underwriters Laboratories Inc. i marts 2008 er DQS-UL gruppen en af verdens største selskaber, der tilbyder certificeringstjenester.

## Virksomhedens organisation
DQS Holding GmbH har mere end 80 repræsentationskontorer i mere end 60 lande. Disse udgør et netværk for gennemførelsen af internationale projekter. DQS gruppen har i øjeblikket omkring 58,000 certificerede lokationer på tværs af næsten alle brancher i over 130 lande.
Virksomheden beskæftiger cirka 2.800 medarbejdere, hvoraf 2.500 er auditorer. Blandt de største selskaber i koncernen er DQS Inc. (USA), DQS do Brasil Ltd, DQS Japan, DQS Medical Devices GmbH og DQS GmbH (begge i Tyskland). Ved udgangen af 2013 havde koncernen kontorer i mere end 60 lande. DQS er i Danmark repræsenteret af DQS Danmark ApS, www.dqs-danmark.dk.

## Erhvervsaktiviteter
Koncernen tilbyder audits på tværs af industrier efter virksomheds- eller industri-specifikke krav samt certificeringer efter mere end 100 nationale og internationale anerkendte standarder. Blandt de vigtigste:
- ISO 9001 (kvalitet)
- ISO 14001 (miljø)
- OHSAS 18001, ISO 45001 (arbejdsmiljø og sikkerhed)
- ISO 22000 (fødevaresikkerhed)
- International Food Standard (IFS) (fødevaresikkerhed
- IATF 16949 (bilindustri)
- ISO 27001 (informationssikkerhed)
- ISO 13485 (medicinsk udstyr)
- IRIS (jernbanesektoren)
- EN 9100ff (rumfart)

Yderligere bliver emner som Risk Management systemer, bæredygtighed, energistyring baseret på den tyske lov om vedvarende energi, uddannelse, fortrolighedssystemer og Business Excellence mere og mere vigtige inden for certificeringstjenester. Andre vigtige områder er sundhed og sociale ydelser.

## Fremgangsmåde
Koncernen har en særlig tilgang: audit-tjenesteydelserne leveres hovedsageligt af eksterne revisorer på honorarbasis. Auditorerne arbejder generelt selv i den industri, som de vurderer. Denne kombination af certificering og branchekendskab såsom praktisk og videnskabelig erfaring har til formål at give en up-to-date og state of the art vurdering.

## Netværk
DQS er stiftende og fuldgyldigt medlem af det internationale certificeringsnetværk IQNet Association, som blev grundlagt i 1990. Hovedformålet for det globale netværk, med aktuelt 36 medlemmer, er den gensidige anerkendelse af certifikater udstedt af de deltagende selskaber. Den nuværende administrerende direktør for DQS GmbH, Michael Drechsel, er formand for netværket.